# Ceuta

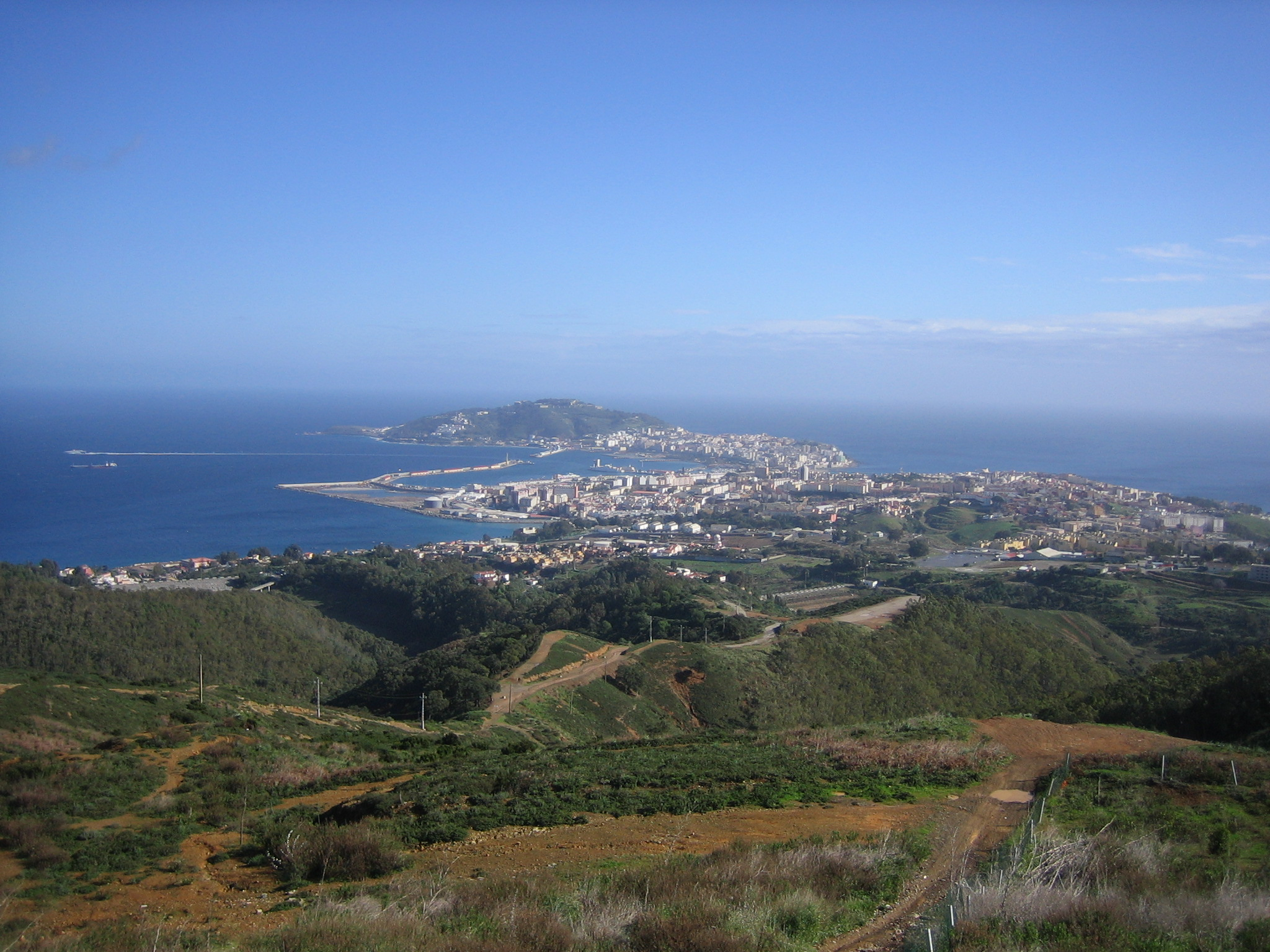
Vista de Ceuta del mirador d'Isabel II estant

Ceuta (castellà: Ceuta; àrab: سبتة, Sabta) és una ciutat d'Espanya, situada a l'Àfrica i reconeguda com a ciutat autònoma des del 1995. La ciutat antiga és situada al centre de l'istme que uneix la península del Monte Hacho i el continent i s'ha estès al voltant d'una àmplia badia.
La ciutat de Ceuta és reclamada pel Marroc com a part del seu territori nacional.
El gentilici de Ceuta era ceptil.

## Població
Ceuta té actualment 84.963 habitants. La població espanyola inclou la d'origen magribí, hindú, xinès i jueu.

### Llengües
L'idioma oficial és el castellà. La població d'origen magrebí parla una varietat local de l'àrab marroquí del nord, anomenat dàrija, d'ús exclusivament oral. Aquesta llengua no té reconeixement oficial.

## Economia
El port és de tràfic intens (importació de productes manufacturats i exportació de minerals, bestiar i fusta) i, juntament amb l'activitat pesquera, representa la base econòmica de la població. Té indústria derivada d'aquesta darrera activitat (conserves de peix), a més de l'artesana tradicional (cuir, tapissos).

## Govern i administració
La Constitució Espanyola de 1978 estableix en la seva disposició transitòria cinquena que les ciutats de Ceuta i Melilla podran constituir-se en Comunitats autònomes si així ho decideixen els seus respectius Ajuntaments mitjançant acord adoptat per la majoria absoluta dels seus membres i així ho autoritzen les Corts Generals, mitjançant una llei orgànica, en els termes previstos en l'article 144.
Ceuta té la denominació de Ciutat Autònoma de Ceuta, arran de l'aprovació del seu Estatut d'Autonomia, que és la Llei Orgànica 1/95, publicada en el Butlletí Oficial de l'Estat (B.O.E.) de data 14 de març de 1995, i que entrà en vigor l'endemà de la seva publicació.
Des de finals de 2005 està en projecte la reforma de l'Estatut d'Autonomia, amb la qual, a més d'assumir més competències, la Ciutat Autònoma de Ceuta passaria oficialment a denominar-se Comunitat Autònoma, equiparant-se així completament a la resta de comunitats espanyoles.
La màxima autoritat política n'és l'Alcalde-President, representat des de 2007 per Juan Jesús Vivas, del PP.

## Història

### Etimologia
L'origen del nom de Ceuta pot remuntar-se a la designació donada pels romans a les set forestes de la regió (Septem Fratres). De Septem > Septa > Ceita > Ceuta. Al llarg de la història Ceuta ha estat successivament ocupada per fenicis, grecs, cartaginesos, romans, vàndals, visigots, romans d'Orient i musulmans, trobant-se, almenys des del segle xiii, com ho proven les Cantigas de Santa Maria d'Alfons X el Savi, en la mirada de Castella dintre de l'àmbit d'un projecte expansionista d'aquesta Corona, els primers passos de la qual remunten al regnat de Ferran III el "Sant".

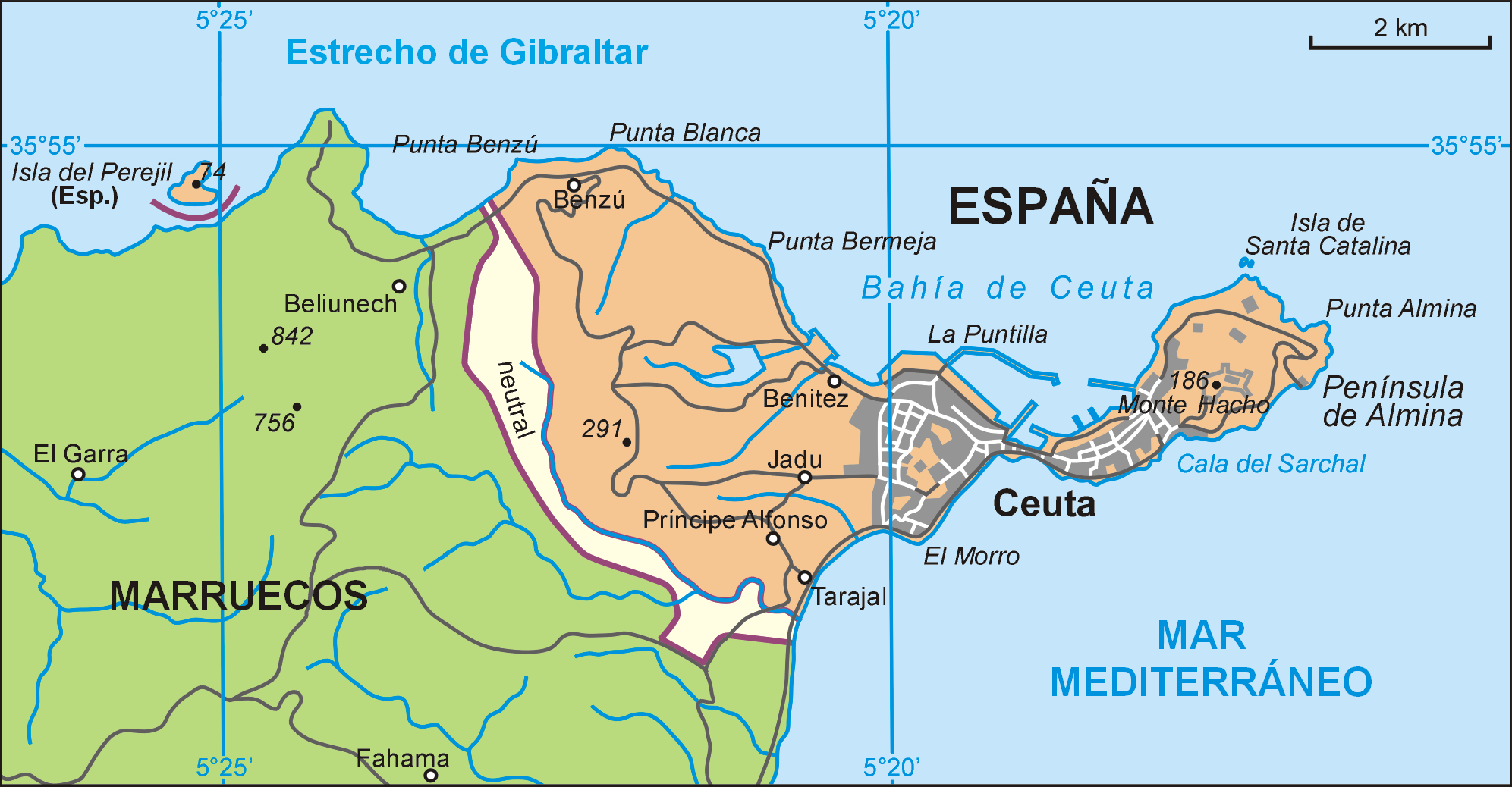
Mapa de Ceuta, a Espanya

### Evolució històrica
La ciutat va ser fundada per colons fenicis i ocupada per grecs de Focea que la renomenaren Hepta Adelfoi. El 319 aC, Cartago recobraria la ciutat, que va tornar a ser púnica. El 201 Cartago fou derrotada i reconeix el Regne de Numídia com a senyor de la ciutat. En el 47 aC, aquesta passarà a domini maurità.
Mauritania Tingitana (40-429)
En l'any 40 dC Calígula s'annexiona el regne, i formà part de la Mauritània Tingitana. Els romans l'anomenaren Septem Fratres a causa dels set turons que l'envolten. La regió del nord d'Àfrica i la ciutat cauen en el 429 en poder dels vàndals. En el 534 el general romà d'Orient Belisari reconquereix la ciutat (campanyes al nord d'Àfrica sota l'emperador Justinià). La dominació duraria fins al 709, quan la ciutat, governada per l'oficial romà d'Orient Olban, va caure en mans musulmanes, a causa de les disputes internes entre els visigots. De fet, algunes llegendes parlen de la revolta del Comte de Ceuta, Julià, com la causa de la seva caiguda.
Durant la revolta kharigita fou refugi dels exèrcits àrabs. Vers el 788 va ser envaïda per l'emirat idrissída. Els Banu Eisam o Banu Isam (dinastia fundada per Kennum Mudjbir) van actuar com una virtual dinastia independent més que com a delegats idríssides, però el 931 l'emir Abul ibn Kennum Aiysh al-Rida, va haver d'abdicar davant un atac cordovès i cedir el seu domini (que incloïa Tànger) al califa de Còrdova Abderraman III la ciutat va ser conquistada pel califat andalusí i fou objecte de disputa amb els fatimites.
La divisió que a l'inici del segle xi va sofrir el Califat en regnes de Taifes va permetre el domini dels hammudites (que dominaven Ceuta, Tànger, Algesires i Màlaga); es van encunyar monedes d'or (mancus ceptimus). Aprofitant l'anarquia el governador hammudita, Suqut al-Bargawati, proclamà la senyoria independent el 1061, i va fundar una dinastia pròpia reconeixent al califa abbàssida; va disputar als abbadites de Sevilla el control de l'estret. Va conservar el poder fins que es va haver de rendir als almoràvits el 1083 que hi van governar per mitjà d'un cadi.
Almohades (1142-1232) . A l'enfonsament d'aquests els van substituir els almohades i el cadi local fou enviat a l'exili; el govern fou sempre confiat a un príncep de la dinastia.
- Al Qâdî 'Iyâd Ibn Mûsâ Al Yahsûbî (1083-1149), cadi Ayyad.
- 1175-76 Ibn Dihya cadi i fou un erudit andalusí, estudià a Ceuta
- El 1227 s'hi produí el martiri de Sant Daniel i els seus companys.

Emirat de Múrsiya (1232-1233). El 1232 la unitat almohade es va esmicolar amb Ibn Hud a Andalusia i els hàfsides al Magreb; el governador de Ceuta, Sayyid Abu Musa es va revoltar i va agafar el títol d'al Muayyad però assetjat pel califa almohade va haver d'entregar la ciutat a Ibn Hud que la va concedir a l'almirall al-Ghushi, però aquest fou enderrocat per la població que va portar al poder al ric mercader local Abu l-Abbas al-Yanashi que va haver de fer front a un setge dels genovesos; desencantats amb al-Yanashi els notables locals el van deposar i es van sotmetre altre cop als almohades, que hi van enviar com a governador a Ibn Khalas.
Taifa de Ceuta (1233-1236)
Marínida (1236-1242)
Hàfsida (1242-1249)
- Els hàfsides hi van fer una ràtzia el 1243, la van ocupar i la ciutat va reconèixer a Abu-Zakariyyà Yahya (I)[7] (1228-1249) a la mort del qual un cop d'estat local va expulsar els seus oficials i va donar el poder a Abu l-Qàssim Muhàmmad ibn Àhmad (1249-1279) que va reconèixer nominalment al califa almohade i va fundar la dinastia dels Banu l-Azaf que va durar fins al 1327.

Taifa de Ceuta (1249-1305)
- Jaume el Conqueridor va signar el tractat de Barcelona de 1274 que establia una aliança militar amb el soldà del Marroc Abu-Yússuf Yaqub ibn Abd-al-Haqq, tractat que després va fer valer el sultà per contractar els serveis d'una flota i exèrcit de mercenaris cristians per a la conquesta de Ceuta, quan va caure en poder del rei de Granada.[8]
- Segons la Concòrdia de Monteagudo del 1291, entre Castella i la Corona d'Aragó la ciutat romandria en mans de Castella. Muhammad III al-Mahlua la va recuperar per a l'Emirat de Gharnata el 1306 i la va saquejar.[9]

Emirat de Granada (1305-1309)

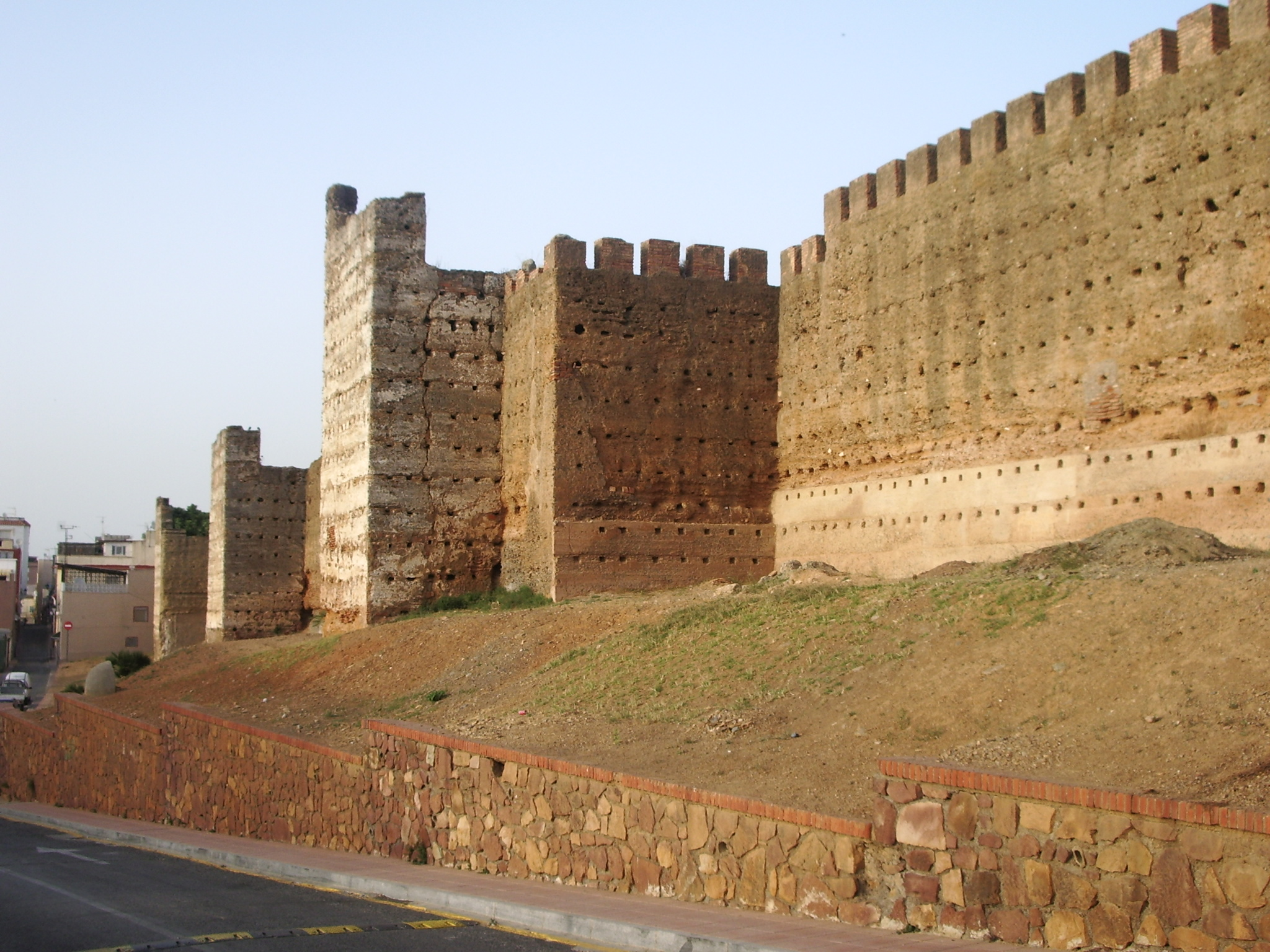
Muralles meriníes de Ceuta.

- En 1309 fou conquistada pel soldà marínida Abu-r-Rabí Sulayman ibn Yússuf amb ajuda aragonesa.

Marínida (1309-1310), Hàfsida (1310-1314), Marínida (1314-1315), Hàfsida (1315-1327)
Marínida (1327-1384)
- El 1339 un estol català manat per Gilabert de Cruïlles hi derrota una força naval marínida.[10]
- El 1351, és visitada pel viatger Ibn Battuta, dues vegades.

Emirat de Granada (1384-1386), Marínida (1386-1415)
Imperi Portuguès, «Regne de l'Algarve d'Além-mar em África» (1415-1580)
- El 21 d'agost de 1415, Joan I de Portugal, amb els seus fills Don Eduard, Don Pere i Don Enric el Navegant desembarquen a les actuals platges de San Amaro i conquistaren la ciutat per al Regne de Portugal. Davant els despropòsits de diversos capitans per a fer-se càrrec de la ciutat després de la conquesta, Pedro de Meneses es va presentar davant del Rei i amb un pal dit "Aleo" (amb el qual es feia un joc molt popular de l'època) va promulgar tal himne: "Senyor, amb aquest pal tinc prou per a defensar Ceuta de tots els seus enemics", a la pregunta de Joan I de Portugal de si era prou forta per a fer-se càrrec de tal responsabilitat. Pedro de Meneses va ser designat primer Governador i Capità General de la Ciutat. El famós Aleo es conserva actualment en el Santuari de La nostra Senyora d'Àfrica i ha anat passant de mà en mà a través de tots els Generals que accedeixen al comandament de la plaça jurant defensar la ciutat tal com va citar Pedro de Meneses. Després d'un tractat amb els marínides, aquest reconegueren Ceuta com a portuguesa. La ciutat va ser reconeguda com a portuguesa pel tractat d'Alcaçovas i el Tractat de Tordesillas. Després de la mort de Sebastià I de Portugal, el Regne de Portugal s'incorpora a la monarquia hispànica.
- Santa Beatriu de Silva, nascuda Beatriz de Silva y Meneses (Ceuta o Campo Maior, Portugal, 1424 - Toledo, 17 d'agost de 1491), va ser una santa portuguesa

Espanya
Consell de Portugal (1582-1668)
La ciutat formava part de l'Imperi Portuguès fins al 1640, després del qual va decidir mantenir-se a Espanya.
El 1640 Ceuta no segueix Portugal en la secessió, i prefereix mantenir-se sota la sobirania de Felip IV de Castella. El 1656, es concedeix a la ciutat Carta de Naturalesa i afegix el títol de Fidelísima als quals ja ostentava de Noble i Leal. El 1668 un Tractat amb Portugal reconeix la sobirania espanyola sobre Ceuta i la seva jurisdicció.
Consell de Castella (1668-1812, 1814-1834)
El 1704 voltada per terra, resisteix el setge britànic que va prendre Gibraltar. També va resistir el setge (1694-1720) del soldà Ismail Ibn Sharif. El 1812 la Junta de Ciutat passa a ser Ajuntament Constitucional.
Província de Cadis (1834-1995)
El 1859-1860 la Guerra d'Àfrica li va donar una nova delimitació territorial. El 1912 fou suprimit el Penal i es va instaurar el Protectorat. El 1956 la independència del Marroc la va posar sota el punt de mira d'aquest país, qui des d'aleshores la va reivindicar. Però el 1960 l'ONU estudià la descolonització sense incloure Ceuta. El 1978 la Constitució Espanyola confirma l'espanyolitat de Ceuta i Melilla. En l'actualitat encara és objecte de disputa entre el Marroc i Espanya, igual com Melilla.2019
La Disposició Transitòria Cinquena de la Constitució espanyola permetia que la ciutat de Ceuta esdevinguera una comunitat autònoma a voluntat de la majoria de l'ajuntament. L'ajuntament així ho va fer i el Govern va remetre a les Corts Generals en gener de 1986 un projecte d'estatut d'autonomia.
Ciutat autònoma
L'any 1995 es va aprovar a les Corts Generals un estatut específic (Llei Orgànica 1/1995, de 13 de març, d'Estatut d'Autonomia de Ceuta), que tot i que no els concedeix capacitat legislativa, sí que els permet proposar a les Corts les iniciatives legislatives que considerin oportunes. A diferència de les comunitats autònomes a l'Estat espanyol, no té assemblea legislativa autonòmica pròpia.2019
Ceuta té des d'aleshores un delegat del govern espanyol i directors provincials de cada ministeri que coordinen les competències no transferides. Quan la matèria sí ha sigut transferida, els directors provincials van ser incorporats com a personal de la ciutat autònoma.

## Cultura
El Dia de la Ciutat Autònoma de Ceuta és celebrat cada 2 de setembre.

## Persones il·lustres
En ésser una plaça militar, ha donat molts homes d'aquesta professió, entre ells el que fou capità general de Puerto Rico, en Carlos de Vargas y Cerveto (Ceuta, 1797 - Madrid, 1876).